# ジェフリー・ギルバート
ジェフリー・ギルバート（Geoffrey Gilbert, 1914年5月28日 - 1989年5月18日）は、イギリスのフルート奏者。
ロイヤル・フィルハーモニー管弦楽団、ロンドン・フィルハーモニー管弦楽団、BBC交響楽団、ハレ管弦楽団などに在籍した。そのほかトリニティ音楽学校、ギルドホール音楽学校、マンチェスター音楽大学で後身の指導にあたった。

## 主な経歴
- 1934年から1935年まで、ハレ管弦楽団首席フルート奏者。
- 1935年から1939年まで、ロンドン・フィルハーモニー管弦楽団首席フルート奏者。
- 1939年から1946年まで、コールドストリームガーズ軍楽隊員。
- 1946年から1948年まで、ロンドン・フィルハーモニー管弦楽団首席フルート奏者。
- 1948年から1969年まで、ウィグモア室内アンサンブル所属。
- 1948年から1952年まで、BBC交響楽団首席ソリスト。
- 1957年から1963年まで、ロイヤル・フィルハーモニー管弦楽団首席フルート奏者。